# Threxton
Threxton var en civil parish fram till 1935 när den uppgick i civil parish Little Cressingham, i grevskapet Norfolk i England. Civil parish var belägen 4 km från Watton och hade 47 invånare år 1931. Byn nämndes i Domedagsboken (Domesday Book) år 1086, och kallades då Tre(c)stuna.